# Martin Bezděk
Martin Bezděk (* 27. února 2001) je český judista, na letních olympijských hrách mládeže 2018 v argentinském Buenos Aires získal dvě stříbrné medaile v kategorii do 81 kg a ve smíšených družstvech.